# Bude Budisavljević (hrvatski književnik)
Budislav - Bude plemeniti Budisavljević (Bjelopolje kod Korenice, 17. siječnja 1843. – Zagreb, 22. siječnja 1919.), je bio upravni službenik, veliki župan u Gospiću i Zagrebu, hrvatski književnik i jezikoslovac, pripadnik riječke filološke škole. Pripada poznatoj ličkoj obitelji Budisavljevića.

## Podrijetlo i obitelj
Šukundjed mu je bio Marko Budisavljević koji je sa svojom četom ličkih junaka prelazio granicu ka turskoj teritoriji, koja se protezala duž Plješivice. Josip II., car Svetog Rimskog Carstva mu je 1787. na svečanosti u Beču dao plemićku titulu, grb i pravo na plemićki pridjevak Prijedorski, na koji su imali pravo i koristili su ga i njegovi potomci. Sin je krajiškog časnika Budeta i Sofije, rođ. Marić. Žena mu je bila Hermina Albrecht. Vjenčao ih je beočinski arhimandrit i njegov prijatelj German Jovanović 1876. godine. Kum na vjenčanju im je bio veliki župan srijemski Julije Bubanović. Braća su mu bili: Jovo, Stanislav i Emanuel Budisavljević, a sinovi Mane, Veljko, Srđan i Julije Budisavljević. Od ženske djece imao je još: Minku, Olgicu i Miru (Kušević), koju u filmu Dnevnik Diane Budisavljević (2019.) glumi Mirjana Karanović.

## Životopis
Osnovnu školu i sedam razreda gimnazije završio je u Senju, a osmi razred i maturu - ispit zrelosti položio je u Kraljevskoj višoj gimnaziji u Rijeci (1861.). U Beču je pohađao krajiški upravni tečaj (Grenzverwaltungskurs) (1861.—1863.) i imenovan 1863. za poručnika 3. graničarske pukovnije u Ogulinu. Premješten je u Oštarije, Gornje Primišlje i Berek, a 1870. u Zagreb u upravno odjeljenje generalkomande. Privremeni veliki bilježnik u Bjelovarskoj županiji postao je 1871. a zatim je istu dužnost obavljao u Vinkovcima (1872.) i Ogulinu (1873.). Za podžupana u Rumi imenovan je 1875., za velikog župana u Požegi 1881., u Bjelovarsko-križevačkoj županiji 1884., u Ličko-krbavskoj županiji u Gospiću 1889., a za velikog župana u Zagrebu 1901. Kao veliki župan ličko-krbavski uradio je sve kako bi poboljšao tešku situaciju u svom kraju te je radio na regulaciji vodotokova, izradi kanala, cesta i vodovoda. Sprovodio je prosvjetne akcije i izgradnju škola na području svoje županije. Narod ga je zvao slatki Bude zbog njegove humanosti i umijeća ophođenja s ljudima. Borio se protiv pravaške srbofobije, a ni srpski nacionalisti ga nisu voljeli. Hrvatske novine su sustavno dražile Zagrepčane protiv Srba i rezultat te propagande je bio masovni napad na srpske kuće, trgovine, institucije... u Zagrebu 1902. godine. U takvoj atmosferi Veliki župan Bude je u memoarima zapisao o odluci njega i sina Srđana da oružjem brane svoj stan u Dalmatinskoj ulici od demonstranata. Tijekom službe u Rumi povremeno je posjećivao fruškogorske samostane, Beograd (Košutnjak) i Novi Sad gdje posjećuje Zmaja, Svetozara Miletića, Mariju Trandafil... Biran je više puta za zastupnika na narodno-crkvenom saboru u Srijemskim Karlovcima 1890., 1902., 1906.). S Đurom Pilarom osnovao je 1874. godine Hrvatski planinarski savez. Austrijski car Franjo II ga je odlikovao Viteškim križom Leopoldovog reda. Umirovljen je 1905. Umro je na dan svoje krsne slave, Svetog Stjepana, 9. siječnja 1919. i pokopan je u obiteljskoj grobnici na Mirogoju u Zagrebu. Tu je pokopana i većina članova njegove obitelji. Svi natpisi su pisani ćirilicom, osim za Veru Kušević (1999.). Na grobnoj ploči su imena njegovih sinova Maneta (1918.), Veljka (1920.), Srđana (1968.), Julija (1981.), supruge Hermine (1926.), kćeri Minke (1961.) i njezinoga sina Srđana Price (1962.), kao i kćeri Mire (1964.) i njezine kćeri Vere Kušević (1999.). U Gospiću mu je 1968. podignuta spomen-ploča. Na ploči je trebalo pisati da je Budisavljević hrvatski književnik, no na prijedlog njegovog sina Julija ostalo je samo književnik. Julije je u svom pismu Derosiju, tadašnjem predsjedniku ogranka Matice hrvatske u Gospiću napisao da je njegov otac i hrvatski i srpski književnik. Prijatelji su mu bili: Jovan Jovanović Zmaj, Ivan Mažuranić, Fran Kurelac, Lavoslav Vukelić, August Šenoa, Franjo Rački, Ivan Trnski, Ivan Perkovac, Isidor Kršnjavi, Károly Khuen-Héderváry, Vladimir Mažuranić (sin bana Ivana Mažuranića, koji je bio vjenčani kum njegovoj kćeri Mini). Minkin muž je bio Dragutin Prica, koji je na Budinoj osmrtnici naveden kao zet. Drugi zet je bio Livije Kussevich.

## Književni rad
Književnošću se počeo baviti pod utjecajem svoga profesora Frana Kurelca još kao gimnazijalac u Rijeci. Prvi tiskani rad, dopis o Hrvatskoj vojnoj krajini, izišao mu je u Pozoru (1863.), a prva pripovijetka u Viencu (1869.). Do kraja života objavljivao je u pripovijetke, zapise o suvremenicima, članke iz planinarstva i medicine: Vienac 1869., 1871., 1873., 1875., 1880., 1882. – 1883., 1887., 1889., 1891., 1893., 1899. – 1890., 1912., Obzor 1872., 1912., 1916., Narodne novine 1886. – 1887., 1891., 1893., 1899. – 1900., 1902., 1906. – 1907., Dom i sviet 1890., Javor 1890., Liječnički vijesnik 1891. – 1892., 1906., Pobratim 1891., 1893., Nada 1895., 1899. – 1900., Letopis Matice srpske 1895., 1901., 1906., 1910., Brankovo kolo 1895. – 1896., 1899., 1902., 1906. – 1907., 1909., Hrvatski planinar 1898., Domaće ognjište 1904., Srbobran 1907. – 1908., Savremenik 1907. – 1909., Građa JAZU 1905., Bogoslovski vijesnik 1907., Kolo Matice hrvatske 1908., Ilustrovani obzor 1909., Savremenik 1911., Nastavni vjesnik 1913. – 1914., Jugoslovenska žena 1918. 
U pripovijetkama i crticama iz narodnog života osjeća se utjecaj narodnog pripovjedača, one imaju elemente humora, folklora i narodnog praznovjerja. Napisao je oveću studiju i priredio za tisak Književno cvijeće Lavoslava Vukelića (Zagreb 1882.), čiji je prijatelj bio. Prevodio je s ruskog, a neke njegove pripovijetke prevedene su na njemački jezik. Bio je urednik lista Srpsko kolo (1903). U rukopisu je ostavio memoare Pomenci iz moga života koji je obradio i objavio dr. Željko Karaula. To djelo je Bude pisao ručno, dijelom ćirilicom, a dijelom latinicom. Završne dijelove pisao je u Zagrebu tijekom Prvoga svjetskog rata. Za člana Književnog odjeljenja Matice srpske izabran je 1894. Darovao je knjige Narodnoj biblioteci u Beogradu. Objavljivao je djela i pod imenom Milutinov. Napisao je prvi životopis svog daljnjeg rođaka, Nikole Tesle. Nakon smrti, sinovi su njegovu rukopisnu zaostavštinu predali Jugoslavenskoj akademiji znanosti i umjetnosti (JAZU) početkom 1960., danas HAZU.

## Djela
- S ličke grude,
- Iz mojih uspomena,
- Pomenci iz moga života.

## Galerija
- Grobna ploča obitelji Budeta Budisavljevića, Mirogoj, Zagreb
- Grob obitelji Budeta Budisavljević
- Grob obitelji Budeta Budisavljevića, pogled na pravoslavnu kapelu na Mirogoju
- Ulica Bude Budisavljevića u Busijama, Zemun. Nije sigurno kojem od trojice poznatijih ljudi s ovim imenom i prezimenom je ulica posvećena